# Breaking Up (film)
Pour plus de détails, voir Fiche technique et Distribution.
Breaking Up est un film américain réalisé par Robert Greenwald, sorti en 1997.

## Fiche technique
- Titre original et français : Breaking Up
- Réalisation : Robert Greenwald
- Scénario : Michael Cristofer
- Photographie : Mauro Fiore
- Montage : Suzanne Hines
- Musique : Harry Gregson-Williams
- Production : Robert Greenwald et George Moffly
- Pays de production : États-Unis
- Format : Couleurs - 1,85:1 - Mono
- Genre : Drame et Film romantique
- Durée : 90 minutes
- Date de sortie : 1997

## Distribution
- Russell Crowe : Steve
- Salma Hayek : Monica
- Abraham Alvarez : le ministre